# 佐々木泉景
佐々木 泉景（ささき せんけい、安永2年（1773年） - 嘉永元年（1848年））は、江戸時代後期から末期に活躍した狩野派の絵師。諱は守継、守續。通称は熊次郎。字は子昌。泉景は号で、別号に彩雲、為絢居士。加賀藩御用絵師に取り立てられ、加賀に多くの作品を残した。

## 略伝
加賀国江沼郡大聖寺永町（現在の石川県加賀市）で紺屋を営んでいた、鹿角治右衛門（屋号は敦賀屋）の長男として生まれる。幼少より絵を好み、大聖寺に来ていた京都の狩野派絵師・石田幽汀・友汀父子に絵を習う。さらに1790年（寛政2年）に上京し、鶴沢探索・探泉父子に入門。1801年（享和元年）探泉が禁裏御用を務める際、泉景も画筆を振るうのを許され、翌年法橋を得る。この機会に角鹿姓から先祖の佐々木姓に改めた。同年、郷里大聖寺に戻り、大聖寺藩から御医師格を受ける。
1807年（文化4年）から加賀藩11代藩主前田治脩から屏風や衝立などの御用を手がけ、2年後には金沢城二の丸御殿障壁画制作に参加、他の絵師より抜きん出て多くの場所を担当している。これ以来加賀藩の御用が増えたため、1811年（文化11年）金沢へ移り、1819年（文政2年）には藩から7人扶持を受け、お抱え絵師となった。1821年（文政4年）位も法眼に進み、翌年には一門とともに12代藩主前田斉広の隠居所・竹沢御殿の御用を勤めた。1842年（天保13年）10人扶持に加増されて御細工者小頭になる。これは家格面では50石取りの藩士と同格で、芸の巧拙で禄高を決める加賀藩の細工者制度では、上中下の3ランクのうち、上と同格の俸禄を受けることを意味した。1847年（弘化4年）には御医師格に格付けされ、加賀の画人の頂点に上ったといえるが、翌年76歳で死去。法名は彩雲院法眼生蓮大居士。墓は金沢の野田山にあり、貫名海屋が墓碑銘を書いている。
泉景の一族は、長男の佐々木泉玄、次男の佐々木泉龍、泉玄の長男佐々木泉山、泉山の長男佐々木泉溪、泉龍の長男佐々木泉石と多くが絵師となった。門人も多く、早川泉流、松波泉栄、田辺素山、中浜鶴汀らがいる。

## 代表作
| 作品名                         | 技法         | 形状・員数     | 寸法（縦x横cm）                                              | 所有者                   | 制作年             | 落款                                                                                                   | 備考                                                                 |
| ------------------------------ | ------------ | -------------- | ------------------------------------------------------------ | ------------------------ | ------------------ | --- | -------------------------------------------------------------------- |
| 山崎長郷画像                   | 絹本著色     | 1幅            | 89.1x40.9                                                    | 金沢市・常松寺           | 1807年（文化4年）  | 裏に「法橋泉景斎源守續謹画」                                                                           | 大乗寺第四十六世・如菴湛堂賛                                         |
| 山崎長常（光弐）画像           | 絹本著色     | 1幅            | 89.1x40.9                                                    | 金沢市・常松寺           | 1807年（文化4年）  | 裏に「法橋泉景斎源守續謹画」                                                                           | 大乗寺第四十六世・如菴湛堂賛                                         |
| 曽我兄弟図絵馬                 | 墨画淡彩     | 絵馬1面        |                                                              | 菅生神社                 |                    | 款記「法橋泉景筆」                                                                                     | 1808年（文化5年）2月奉納                                             |
| 四季耕作図                     | 紙本墨画淡彩 | 六曲一双押絵貼 | 137.1x50.3（第1,6扇） 137.1x55.0（第2～5扇）                 | 金沢市立中村記念美術館   |                    | 両端に「法橋泉景齋筆」                                                                                 |                                                                      |
| 群鶴図屏風                     | 紙本金地著色 | 六曲一双       | 157.6x345.2（各）                                            | 加賀市・実性院           |                    | 款記「法橋泉景筆」                                                                                     | 加賀市指定有形文化財                                                 |
| 瀟湘八景図屏風                 | 紙本金地墨画 | 六曲一双       |                                                              | 加賀市・全昌寺           |                    | 款記「法橋泉景筆」                                                                                     |                                                                      |
| 大江山鬼退治図絵馬             | 墨画         | 絵馬1面        |                                                              | 大原神社                 |                    | 款記「法眼泉景筆」                                                                                     | 1828年（文政11年）春奉納                                             |
| 松鷹・岩亀図衝立               | 紙本金地墨画 | 衝立1基        |                                                              | 永平寺                   | 1842年（天保12年） | 松鷹図に款記「法眼泉景六十九歳筆」/「法眼泉景」朱文方印 岩亀図に「法眼泉景」朱文方印・「守継」朱文瓢印 |                                                                      |
| 琴高仙人松啄木鳥松叭々鳥図     | 絹本墨画     | 3幅対          | 松啄木鳥：119.2x52.4 琴高図：119.8x51.4 叭々鳥図：118.8x52.2 | 城端別院善徳寺（南砺市） | 1845年（弘化2年）  | 款記「法眼泉景七十三歳筆」/「法眼泉景」朱文隅丸方印                                                    |                                                                      |
| 山崎長常（光弐）画像           | 絹本著色     | 1幅            | 73.5x33.6                                                    | 金沢市・常松寺           |                    | 款記「法眼泉景」/「守継」朱文瓢印                                                                      |                                                                      |
| 六歌仙図屏風                   | 紙本金地墨画 | 六曲一双       |                                                              | 願成寺蔵                 |                    | |                                                                      |
| 六玉川歌意図屏風               | 紙本金地著色 | 六曲一双       |                                                              | 石川県立歴史博物館       |                    | | 前田家伝来                                                           |
| 金沢城下図屏風（浅野川口町図） | 紙本著色     | 六曲一双       | 172.4x357.4（各）                                            | 個人                     | 法眼期             | 各隻に款記「法眼泉景筆」/朱文方印                                                                      |                                                                      |
| 浅野川四季風景図               | 紙本著色     | 1巻            | 33.0x788.5                                                   | 個人                     |                    | 無款記                                                                                                 | 金沢市指定文化財。無款記だが、画風や色彩から泉景の作だと推定される。 |